# 佐藤勇 (物理学者)
佐藤 勇（さとう いさむ、1935年6月28日 - 2019年5月23日）は、日本の物理学者。高エネルギー粒子加速器の専門家。大学共同利用機関法人高エネルギー加速器研究機構名誉教授、総合研究大学院大学名誉教授、日本大学教授を歴任し、電子、陽電子の線形加速器の開発研究ならびに建設に多くの業績を残した。

## 研究経歴
1960 – 1966年 東北大学
東北大学北垣敏男教授のもとで、素粒子物理学の研究とその実験的研究のための高エネルギー加速器の開発、デザインについて薫陶を受けた。当時、素粒子物理学の研究に使える高エネルギー加速器は、欧米が先進的であり、日本では、東京大学原子核研究所の750MeV電子シンクロトロンのみであった。湯川秀樹先生のノーベル賞に見られるように日本での素粒子物理学の理論的研究は、世界の先端を行っていたが、その理論を実証するための実験研究は、欧米の実験研究に委ねられていた。それを憂い将来日本でも、世界一級の実験的研究を行うには、是非とも高エネルギー加速器を開発し、建設することが必須であるとの認識が当時の日本の高エネルギー物理学研究者の間で共有されており、そのための加速器開発が北垣敏男教授のもとで進められていた。そうした研究室の研究活動に刺激され、博士課程を修了した後は、東京大学原子核研究所に助手（現行の助教）として就職した。
1966 – 1972年 東京大学原子核研究所
原子核研究所の1,300MeV電子シンクロトロン（750MeVより1966年に増強）のビーム強度の向上に貢献する傍ら、日本の高エネルギー物理学研究者の総意として進められていた「素粒子研究所計画」の加速器計画にも精力的に研究開発に従事した。
1972 – 1996年 高エネルギー物理学研究所/高エネルギー加速器研究機構
いよいよ、その新しい研究所がつくばの地に「高エネルギー物理学研究所」として発足すると間も無く、加速器研究部門の助手に転任になった。それ以降は、加速器研究部の中で、入射器部門で研究に従事した。当初は、陽子シンクロトロン用の入射器の建設、運転に従事したが、1978年、研究所に新たに放射光実験施設の新設が決まるとその入射器部門の加速管担当者となり、電子線形加速器の研究開発、運転に研究精力を注いだ。そこでは、主として、高周波加速管の開発に大きく貢献している。
放射光実験施設の全国大学共同利用が開始され、安定したビーム強度と運転が軌道に乗ったころ、研究所では、夫々エネルギー30GeVの電子と陽電子のビーム衝突型加速器「トリスタン（TRISTAN）計画」（円形加速器、周長3km）が始められた。ここで必要となる電子と陽電子ビームの入射器として放射光実験施設の電子、陽電子の線形加速器を共有することになった。そのための加速器の改良とビームラインの新設など多くのテーマに責任者として、活躍した。
その後、当時の動力炉・核燃料開発事業団（現在の日本原子力研究開発機構）での核変換実験用電子線形加速器の建設にも協力している。[3][4]
「トリスタン計画」による素粒子実験が多くの成果を出し、その発展を検討する段階になった1990年頃、B中間子を大量に生成して研究する「Bファクトリー（B Factory）計画」が進行し始めた。この段階での貢献が大きいため、次の研究業績の中で述べる。
1996-2019年 日本大学量子科学研究所
高エネルギー加速器研究機構を退官した後、日本大学原子力研究所（2002年より量子科学研究所に改名）の教授となり、これまでの経験と興味から、電子線形加速器の応用分野へと進み、同大学におけるFEL（自由電子レーザ）用電子線形加速器の建設を主導し近赤外FELの発振とその学内外共同利用に道を開いた。さらにこの電子ビームを使ったコヒーレントX線（空間干渉準単色X線）の発生とその実用化を主導した。この成功を背景にその後、ライフワークであった電子線形加速器の新しい方式であるエネルギー回収型の電子線形加速器のアイデアに基づき、陽子や炭素イオンビームによる粒子線医学治療を凌駕するような放射線治療を目指したコヒーレントX線発生加速器のプロジェクトを立ち上げた。

## 研究業績
研究経歴にあるように、高エネルギー加速器の中でも、電子線形加速器に関する研究開発に従事した。それに関する業績としては、当初には、放射光実験施設用の電子ビーム入射器（2.5GeV）の開発、設計、建設、運転と経験を積んだ。 この間、高エネルギー線形加速器では多数の加速管を直列に接続して使うため、ビーム自身が加速空洞に誘起する高周波によって横方向に振られ発散する現象（Beam Blow Up:BBU）を抑制する必要がある。そのための加速空洞の構造および材質や製造方法などの研究開発に当たった。1982年に放射光実験施設として完成した後も改善を継続して大電流ビームで安定して稼働する線形電子加速器として世界的に高く評価された。[1]
その後、高エネルギー物理学研究所の大型電子陽電子ビーム衝突型加速器によるトリスタン計画のために、陽電子ビーム入射用の線形加速器を建設して、電子ビームと陽電子ビームの二つの2.5GeV入射器にするための増強を行い安定したビームを供給した。[2]
こうして蓄積した業績などが評価されて、1993年に放射光実験施設入射器研究系主幹に就任した。この頃には、トリスタン計画を終了し、次期のBファクトリー計画（8GeV電子ビームと3.5GeV陽電子ビーム衝突型実験）を促進する段階になった。当初の計画では、新たにBファクトリー用の地下トンネル（周長1.2km）を建設して、加速器リング[*]を新設する案が提案されていたが、建設費用の大きさから計画はなかなか認められず、米国のスタンフォード線形加速器センター（以下SLAC、現・SLAC国立加速器研究所）の同様な計画との競争が厳しくなっていた。
そこで、佐藤は入射器のエネルギーを増強して、既存のトリスタン主リング（周長3km）に8GeV電子ビームと3.5GeV陽電子ビームを直接入射して衝突させるという独自の計画を提案した。しかし、研究所の大勢は、「SLACは電子リニアックの性能が素晴らしいので、専用のリングでのBファクトリーでないと競争しても負ける」と繰り返した。佐藤はこのような発言にとらわれずに、賛同する一部の幹部教授らと協力して、研究所の大多数の物理系、加速器系の多くの研究者の反対を押し切って、Bファクトリー計画（KEKB）を進めた。
KEKBの入射器を実現するには、いくつかの課題があった。中でもBファクトリーでのビーム衝突をできるだけ長く継続して起こさせるために有効な、8GeVの電子ビームと3.5GeVの陽電子ビームの衝突リングへの直接入射を実現するためには、放射光実験施設の2.5GeV入射器を8.5GeVのエネルギーに増強する必要があった。[6]そのため、エネルギー供給のクライストロンの高周波電力の増強とともに加速空洞での加速電圧を上げるパルス圧縮器として新たに進行波環流型の開発をした。[7]同時に、建設費用を軽減するための技術的検討とそのための開発研究にも勢力を注いだ。
新たにBファクトリー用の地下トンネルを建設するのでなく、現有のトリスタントンネルを使うことで、大幅な経費削減ができ、Bファクトリー計画が承認され、1994年に建設が開始された。それまでの開発研究の成果をもとに機器の設計、製造、設置が行われ、計画通り1998年12月に加速器は完成し、翌年1999年6月に実験が開始された。[8]

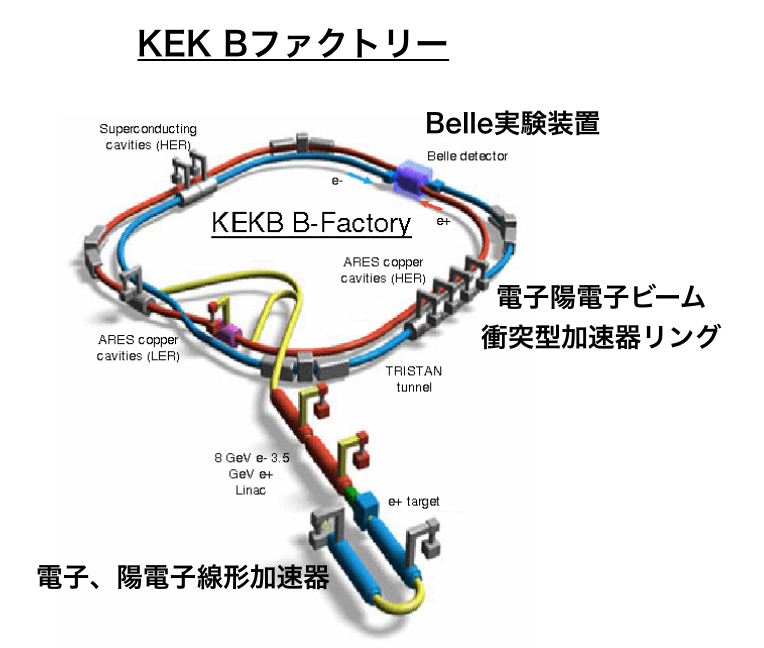
KEK Bファクトリーは、電子陽電子線形加速器、ビーム衝突型加速器リングおよび素粒子反応を観測するBelle実験装置から構成されている。

直接入射を採用したことにより、トップアップ入射（ビーム入射後の加速が不要のため連続的にビームを供給できる）が可能になり、衝突リングのルミノシティー（輝度）は、衝突リングの改良が進む毎に増強した。Bファクトリーがスタートした時点では、SLACのルミノシティーが勝っていたが、2002-2003年には、日米のルミノシティーが同じレベルになり、それ以降は日本のルミノシティー強度がSLACを完全に凌駕し、SLACは日本との競合を諦めて、Bファクトリー計画を断念し、X線自由電子レーザーに移行していった。
2008年の秋に、2001-2002年に日米で行われたB中間子の対称性の破れを実証する実験がノーベル委員会で評価され、理論的枠組みを提唱した小林・益川両氏のノーベル賞受賞の成果になった。もし、日本のBファクトリー計画が挫折していたら、このノーベル賞はSLACの実験グループの結果のみが評価の対象になったと思われる。佐藤は、「小林・益川両氏のノーベル受賞の報に接したとき、漸く肩の荷が下りたようなほっとした気分になった。」と述べている。
日本大学に移ってからの重要な業績として、近赤外FEL（自由電子レーザー）発振の実現を目指す中で、高周波発生用クライストロンの出力窓下流側にある真空仕様導波管の真空度を上げることが決定的に重要であることを発見した。[9]このことによりFEL発振の実現に漕ぎつけ、2003年には日本大学におけるFELの共同利用が開始された。また、早くからパラメトリックX線放射（PXR）の単色性に注目し、新たなX線源としての実用化を目指してFEL加速器の電子ビームをPXR発生にも利用することを提案し、2004年には世界に先駆けてその実用化を達成し、5keVから35keVの範囲の準単色X線源となるPXRの共同利用にも道を開いた。[10]
これらのことが評価されて、「高エネルギー線形加速器の発展に関する貢献」との理由で、2009年に高エネルギー加速器科学研究奨励会の諏訪賞を受賞している。
[注]
* 電子や陽子などの荷電粒子を加速するためには、電場の中を通過させる装置が必要で、これを加速管という。この加速管を多数、直線状に並べた加速器が線形加速器であり、これにより必要なエネルギーまで加速できる。一方、円形の加速器では、超高真空のパイプによる円形ドーナツ状リングの内の所定個所に加速管（加速空洞とも言う）を設置し、そこを何回も周回、通過させて、必要なエネルギーまで加速するものである。トリスタンのリングは、円形の周長が3kmである。

## 主要研究論文
[1] “Accelerator Structure and Beam Transport System for the KEK Photon Factory Injector”
Isamu Sato(KEK)

Nuclear Instruments and Methods 177(1980)p91-100
[2] “Accelerator Guide of Positron Generator Linac”
I.Sato, K.Matsumoto, A.Enomoto, T.Oogoe, K.Kakihara and J.Tanaka(KEK), N.Yamaguchi, Y.Iino,      K.Taki and K.Inoue(Mitsubishi Heavy Industries Ltd.)

Proc. of International Linac Conference 1986, Stanford California, USA, p 499 
[3] “Study of High Efficiency Linear Accelerator Structure”
I.Sato and Y.L. Wang(KEK)

Proc. of International Linac Conference1990, Albuquerque New Mexico, USA, p183
 [4] “PNC High Power CW Electron Linac Status”
T.Emoto, Y.Yamazaki, H.Takei, K.Hirano, H.Oshita, M.Nomura, S.Toyama, Y.L.Wang(PNC) I.Sato, A.Enomoto(KEK)

Proc. 1994 International Linac Conference, Tsukuba Japan p.181
 [5] “Development of a High Power 1.2MW CW L-band Klystron”
K.Hirano, Y.L.Wang, T.Emoto(PNC), A.Enomoto, I.Sato(KEK)

Proceedings of the 1995 Particle Accelerator Conference, May 1–5, 1995, in Dallas, Texas,p1539
 [6] “Upgrade of an RF Source of the Linac for the B-Factory Project”
S. Fukuda, S. Anami, S. Michizono, K. Nakao, Y. Saito, and I. Sato,  

Proc. 15th Particle Accelerator Conf. (PAC'93), Washington D.C., USA, Mar. 1993, pp. 1193-1196. 
 [7] “Development of an RF Pulse Compressor Using a Traveling-Wave Resonator”
Seiya Yamaguchi, Shozo Anami, Atsushi Enomoto, Hirofumi Hanaki, Kazusisa Kakihara, Yuji Otake, Takao Oogoe, and Isamu Sato(KEK)

Proc. of 1994 International Linac Conference, Tsukuba, Japan, p478
 [8] “The KEKB Injector Linac” 
I.Abe, et al.

Nuclear Instruments & Methods in Physics Research A 499(2003)pp. 67-190

[9] “S-Band Klystron for Long Pulse Operation”
T.Sakai, I.Sato, K.Hayakawa, T.Tanaka, Y.Hayakawa, K.Yokoyama, K.Kanno, K.Ishiwata, S.Fukuda, K.Hemmi, M.Hino

Proc. 21st International Linear Accelerator Conf. (LINAC2002, Gyeongju, Korea, 2002.8)p 712-714

[10] “Parametric X-ray radiation as a novel source for X-ray imaging” 
Yumiko Takahashi, Yasushi Hayakawa, Takao Kuwada, Toshinari Tanaka, Toshiro Sakae, Keisuke   Nakao, Kyoko Nogami, Manabu Imagaki, Ken Hayakawa, Isamu Sato,

X-Ray Spectroscopy  vol. 41 p210 (2012)

## 略歴
- 1961年3月 - 東北大学理学部物理学科卒業。

- 1966年10月 - 東北大学大学院理学研究科原子核理学専攻博士課程修了。単位取得退学。
- 1966年11月 - 東京大学原子核研究所助手。

- 1972年11月 - 高エネルギー物理学研究所加速器研究系助教授。

- 1979年4月 - 高エネルギー物理学研究所放射光実験施設教授。

- 1996年3月 - 高エネルギー加速器研究機構定年退職。

- 1996年4月 - 日本大学原子力研究所教授。

- 2005年4月 - 日本大学大学院総合科学研究科教授。

- 2011年3月 - 日本大学定年退職。

賞歴
- 2009年3月 - 高エネルギー加速器科学研究奨励会第10回諏訪賞受賞。

## 関連人物
- 北垣敏男